# Aïlino
Aïlino (А́йлино) est un village du raïon de Satka en Russie, faisant partie de l'oblast de Tcheliabinsk dans l'Oural du Sud. C'est le centre administratif de la municipalité du même nom.
Le village est baigné par la rivière Biya.

## Histoire
Le village est fondé à la fin du XIXe siècle, il est formé alors au débarcadère de Satka du gouvernement d'Oufa.

## Population
Recensements (*) ou estimations de la population
| 2002* | 2010* | - | - |
| ----- | ----- | - | - |
| 1 642 | 1 441 | - | - |

## Infrastructures
Aïlino dispose d'une école primaire-collège secondaire, d'un jardin d'enfants et d'une maison de la culture. L'église de l'Ascension se trouve au milieu du village.

## Voies et transport
Le village est composé d'un réseau de dix-sept rues, dont les rues Lesnaïa (de la Forêt), Pougatchev, Chkolnaïa (de l'École) et Sovietskaïa (Soviétique). Des autocars le relient à Satka, Mejevoï, Bakal...